# 旭堂左南陵
旭堂 左南陵（きょくどう さなんりょう）は、上方講談の名。幕末からある名前。当代は特に代数は振っていない。
旭堂 左南陵（きょくどう さなんりょう 1949年6月29日 - ）は、大分県南海部郡（現：佐伯市）出身の講談師。本名：久保 康利。なみはや講談協会会友。

## 経歴
大分県立佐伯鶴城高等学校卒業後、東京でサラリーマンを1年間勤める（西濃運輸に勤務）。その後、大阪で浪曲の岡本梅寿軒の門下になる。後に音楽ショウ「あひる艦隊」に岡本浩の名で参加し1969年に初舞台。1972年に三代目旭堂南陵の門下で「南京」から「南鏡」と改名。一時東京の六代目一龍斎貞水の預かり弟子で講談組合に所属。1980年夏に真打に昇進し「左南陵」を襲名。1996年に名古屋に移住した後、大須演芸場を拠点として活動を開始。2007年に読みを「さなんりょう」と改名。現在は名古屋中心に大阪でも口演している。2023年より名古屋市のカルチャースクールで講談講座を開講。

## 弟子
- 旭堂左燕（2023年5月入門、三重県出身）[2]

## 持ちネタ
- 赤穂義士伝
  - 「南部坂、雪の別れ」「安兵衛婿入り」「高田馬場駆け付け」「俵星玄蕃」「梶川与惣兵衛、屏風回し」
- 太閤記
  - 「本能寺の夜討ち」「高松陣払い（姫路の出陣）」「電撃桶狭間（信長の出陣）」
- 難波戦記
  - 「真田幸村、大阪入城」「二条城の対面」
- 源平盛衰記
  - 「宇治川の先陣争い」「那須与一、扇の的」
- 四谷怪談
  - 「お岩様誕生」
- 寛政力士伝
  - 「雷電の初土俵」

ほかに「酒井の太鼓（三方ヶ原軍記）」「勧進帳」「安倍の水馬（隅田川、誉の乗切り）」「伊達政宗、堪忍袋」「八丈島物語」「清正毒饅頭」など